# Quaderni 1914-1916
Quaderni 1914-1916 (Tagebücher 1914-1916) è il titolo con cui sono stati pubblicati i diari tenuti durante la prima guerra mondiale dal filosofo Ludwig Wittgenstein. La loro edizione uscì, postuma, nel 1960.

## Descrizione
In essi si trovano osservazioni di carattere sia strettamente personale, benché non prive di rilevanza per gli sviluppi del pensiero di Wittgenstein (e in particolare per la piega mistica presa proprio durante la guerra dalla sua filosofia); sia considerazioni aventi a che fare con la logica e i fondamenti della matematica, cioè con gli argomenti di cui Wittgenstein si era interessato già durante il suo periodo di studi a Cambridge prima del conflitto. In generale, si può dire che i Quaderni costituiscono alcuni tra i più importanti materiali preparatori rispetto alla prima e principale opera filosofica pubblicata da Wittgenstein nel corso della sua vita, il Tractatus logico-philosophicus.
Secondo Paul Engelmann, un caro amico di Wittgenstein, il materiale che, risistemato, confluì nella redazione definitiva del Tractatus era stato elaborato inizialmente dall'autore in sette quaderni manoscritti; solo tre (noti come "taccuini di Gmunden") sopravvissero e poterono quindi essere pubblicati. I primi due contengono voci datate tra il 22 agosto 1914 e il 22 giugno 1915, il terzo tra il 15 aprile 1916 e il 10 gennaio 1917.